# Tour cycliste international de la Guadeloupe 2022
La 71e édition du Tour cycliste international de la Guadeloupe a eu lieu du 5 août 2022 au 14 août 2022. La course fait partie du calendrier UCI Europe Tour 2022 en catégorie 2.2. Après avoir été disputée en octobre lors de l'édition 2021 à cause du COVID-19, la compétition retrouve son calendrier originel en août.

## Présentation

### Parcours
Le Tour se déroule en 10 étapes sur 10 jours. Il comporte 2 contre-la-montre, 5 étapes de plat et 3 étapes vallonnées. Il débute pour la première fois de son histoire à l'Île de La Désirade le vendredi 5 août 2022 avec un contre-la-montre et s’achève le dimanche 14 août 2022 à Baie-Mahault, après un parcours de 1 247,60 km, battant son record de longueur.

### Équipes
Classé en catégorie 2.2 de l'UCI Europe Tour, le Tour cycliste international de la Guadeloupe est par conséquent ouvert aux équipes continentales professionnelles, aux équipes continentales, aux sélections nationales, aux sélections régionales et aux clubs amateurs.
Vingt-cinq équipes participent à ce tour : cinq équipes continentales, une équipe de DN1 française, une sélection régionale, deux clubs étrangers et seize clubs locaux.
| Équipes continentales (5)         | Équipes continentales (5) | Équipes continentales (5) |
| Nom de l'équipe                   | Pays                      | Code                      |
| --------------------------------- | ------------------------- | ------------------------- |
| EuroCyclingTrips Pro Cycling      | Guam                      | ECT                       |
| Team Corratec                     | Italie                    | COR                       |
| Premier Tech U23 Cycling Project  | Canada                    | PTU                       |
| Geofco Doltcini Matériel-vélo.com | Belgique                  | GDM                       |
| Vino SKO Team                     | Kazakhstan                | VSM                       |

| Équipes nationales (1) | Équipes nationales (1) | Équipes nationales (1) |
| Nom de l'équipe        | Pays                   | Code                   |
| ---------------------- | ---------------------- | ---------------------- |
| Laval Cyclisme 53      | France                 |                        |

| Sélections régionales (1) | Sélections régionales (1) | Sélections régionales (1) |
| Nom de l'équipe           | Pays                      | Code                      |
| ------------------------- | ------------------------- | ------------------------- |
| Sélection de Martinique   | France                    |                           |

| Équipes de clubs (17)                 | Équipes de clubs (17) | Équipes de clubs (17) |
| Nom de l'équipe                       | Pays                  | Code                  |
| ------------------------------------- | --------------------- | --------------------- |
| Union Vélocipédique Marie-Galante     | France                |                       |
| Team Cama CCD                         | France                |                       |
| Uni Sport Lamentinois                 | France                |                       |
| Team Embrace The World Cycling        | Allemagne             |                       |
| Convergence SC Abymienne              | France                |                       |
| USC Goyave                            | France                |                       |
| Team Karukera Assainissement PDL      | France                |                       |
| Team AutoLagon UVN                    | France                |                       |
| Excelsior                             | France                |                       |
| Jeunesse Cycliste des Abymes          | France                |                       |
| USR Vélo Sotranfamat                  | France                |                       |
| Sweden Cycling Academy                | Suède                 |                       |
| Espoir du Sud                         | France                |                       |
| Team Madras Cycling                   | France                |                       |
| Vélo Club Saintannais                 | France                |                       |
| Guidon Sprinter Canalien Cycling Team | France                |                       |
| Team Régionale Centre de la Caraïbe   | France                |                       |
| Équipe Régional Gwada                 | France                |                       |

### Favoris
Le vainqueur du précédent Tour, Stefan Bennett, est présent pour défendre son titre mais dans une nouvelle équipe, l'EuroCyclingTrips Pro Cycling, car son ancienne équipe, la Team Pro Immo Nicolas Roux, a été dissoute en 2021.

Alexys Brunel, ancien coureur cycliste professionnel au sein de la Groupama-FDJ et de l'UAE Emirates, vainqueur du Tour de Marie-Galante 2022, est également un sérieux candidat à la victoire finale pour les couleurs de l'Uni Sport Lamentinois.

La présence de cinq équipes continentales marque également une hausse du niveau global de la compétition, avec Ivan Centrone de Geofco Doltcini Matériel-vélo.com ou Dušan Rajović de la Team Corratec.

Les coureurs locaux auront du mal à rivaliser, malgré la présence du triple vainqueur de la compétition Boris Carène ou de coureurs confirmés comme Meving Gène et  Damien Urcel.

### Primes
Les prix sont attribués suivant le barème de l'UCI,.
| Position           | 1er     | 2e      | 3e    | 4e    | 5e    | 6e    | 7e    | 8e    | 9e    | 10e à 20e |
| Classement général | 2 105 € | 1 055 € | 525 € | 265 € | 210 € | 158 € | 158 € | 107 € | 107 € | 50 €      |
| Par étape          | 1 205 € | 600 €   | 300 € | 150 € | 120 € | 90 €  | 90 €  | 60 €  | 60 €  | 30 €      |
| Par demi-étape     | 900 €   | 455 €   | 225 € | 115 € | 90 €  | 68 €  | 68 €  | 47 €  | 47 €  | 20 €      |

## Étapes
| Étape     | Date    | Villes étapes                    | type                        | Distance (km) | Vainqueur d'étape | Leader du classement général |
| --------- | ------- | -------------------------------- | --------------------------- | ------------- | ----------------- | ---------------------------- |
| 1re étape | 5 août  | La Désirade – La Désirade        | contre-la-montre individuel | 8,9           | Guillaume Dauschy | Guillaume Dauschy            |
| 2e étape  | 6 août  | Pointe-à-Pitre – Petit-Canal     | étape de plaine             | 156           | Florian Rapiteau  | Guillaume Dauschy            |
| 3e étape  | 7 août  | Sainte-Anne – Trois-Rivières     | étape vallonnée             | 144           | Célestin Guillon  | Célestin Guillon             |
| 4e étape  | 8 août  | Lamentin – Goyave                | étape de plaine             | 145           | Veljko Stojnić    | Célestin Guillon             |
| 5e étape  | 9 août  | Baie-Mahault – Les Abymes        | étape de plaine             | 155,5         | Florian Rapiteau  | Tom Donnenwirth              |
| 6e étape  | 10 août | Capesterre-Belle-Eau – Gourbeyre | étape vallonnée             | 148           | Florian Rapiteau  | Alexys Brunel                |
| 7e étape  | 11 août | Vieux-Fort – Le Moule            | étape de plaine             | 174           | Jérémy Deloumeaux | Alexys Brunel                |
| 8e étape  | 12 août | Le Moule – Anse-Bertrand         | contre-la-montre individuel | 30,6          | Alexys Brunel     | Alexys Brunel                |
| 9e étape  | 13 août | Pointe-Noire – Bouillante        | étape vallonnée             | 138,5         | Robin Plamondon   | Stefan Bennett               |
| 10e étape | 14 août | Le Gosier – Baie-Mahault         | étape de plaine             | 147,1         | Ivan Centrone     | Stefan Bennett               |

## Déroulement de la course

### 1reétape
| Classement de l'étape | Classement de l'étape | Classement de l'étape | Classement de l'étape             | Classement de l'étape |
|                       | Coureur               | Pays                  | Équipe                            | Temps                 |
| --------------------- | --------------------- | --------------------- | --------------------------------- | --------------------- |
| 1er                   | Guillaume Dauschy     | France                | Premier Tech U23 Cycling Project  | en 0 h 10 min 10 s    |
| 2e                    | Alexys Brunel         | France                | Uni Sport Lamentinois             | + 1 s                 |
| 3e                    | Stefan Bennett        | France                | EuroCyclingTrips Pro Cycling      | + 9 s                 |
| 4e                    | Matisse Julien        | Canada                | Premier Tech U23 Cycling Project  | + 11 s                |
| 5e                    | Robin Plamondon       | Canada                | Premier Tech U23 Cycling Project  | + 12 s                |
| 6e                    | Célestin Guillon      | France                | Laval Cyclisme 53                 | + 21 s                |
| 7e                    | Ivan Centrone         | Luxembourg            | Geofco Doltcini Matériel-vélo.com | + 22 s                |
| 8e                    | Tom Donnenwirth       | France                | Union Vélocipédique Marie-Galante | + 24 s                |
| 9e                    | Dušan Rajović         | Serbie                | Team Corratec                     | + 27 s                |
| 10e                   | Mathieu Pellegrin     | France                | Team Cama CCD                     | + 27 s                |
| modifier              |                       |                       |                                   |                       |

| Classement général | Classement général | Classement général | Classement général                | Classement général |
|                    | Coureur            | Pays               | Équipe                            | Temps              |
| ------------------ | ------------------ | ------------------ | --------------------------------- | ------------------ |
| 1er                | Guillaume Dauschy  | France             | Premier Tech U23 Cycling Project  | en 0 h 10 min 10 s |
| 2e                 | Alexys Brunel      | France             | Uni Sport Lamentinois             | + 1 s              |
| 3e                 | Stefan Bennett     | France             | EuroCyclingTrips Pro Cycling      | + 9 s              |
| 4e                 | Matisse Julien     | Canada             | Premier Tech U23 Cycling Project  | + 11 s             |
| 5e                 | Robin Plamondon    | Canada             | Premier Tech U23 Cycling Project  | + 12 s             |
| 6e                 | Célestin Guillon   | France             | Laval Cyclisme 53                 | + 21 s             |
| 7e                 | Ivan Centrone      | Luxembourg         | Geofco Doltcini Matériel-vélo.com | + 22 s             |
| 8e                 | Tom Donnenwirth    | France             | Union Vélocipédique Marie-Galante | + 24 s             |
| 9e                 | Dušan Rajović      | Serbie             | Team Corratec                     | + 27 s             |
| 10e                | Mathieu Pellegrin  | France             | Team Cama CCD                     | + 27 s             |
| modifier           |                    |                    |                                   |                    |

### 2eétape
| Classement de l'étape | Classement de l'étape | Classement de l'étape | Classement de l'étape             | Classement de l'étape |
|                       | Coureur               | Pays                  | Équipe                            | Temps                 |
| --------------------- | --------------------- | --------------------- | --------------------------------- | --------------------- |
| 1er                   | Florian Rapiteau      | France                | Laval Cyclisme 53                 | en 3 h 36 min 23 s    |
| 2e                    | Hermann Keller        | Allemagne             | Team Embrace The World Cycling    | + 4 s                 |
| 3e                    | Yannis Agricole       | France                | USC Goyave                        | + 4 s                 |
| 4e                    | Lars Daniels          | Belgique              | Geofco Doltcini Matériel-vélo.com | + 4 s                 |
| 5e                    | Mickaël Stanislas     | France                | Sélection de Martinique           | + 4 s                 |
| 6e                    | Niels Verdijck        | Belgique              | EuroCyclingTrips Pro Cycling      | + 4 s                 |
| 7e                    | Axel Taillandier      | France                | Excelsior                         | + 4 s                 |
| 8e                    | Ronald Géran          | France                | Convergence SC Abymienne          | + 4 s                 |
| 9e                    | Aurélien Biebuyck     | Belgique              | Geofco Doltcini Matériel-vélo.com | + 4 s                 |
| 10e                   | Alexys Brunel         | France                | Uni Sport Lamentinois             | + 4 s                 |
| modifier              |                       |                       |                                   |                       |

| Classement général | Classement général | Classement général | Classement général                | Classement général |
|                    | Coureur            | Pays               | Équipe                            | Temps              |
| ------------------ | ------------------ | ------------------ | --------------------------------- | ------------------ |
| 1er                | Guillaume Dauschy  | France             | Premier Tech U23 Cycling Project  | en 3 h 46 min 37 s |
| 2e                 | Alexys Brunel      | France             | Uni Sport Lamentinois             | + 1 s              |
| 3e                 | Stefan Bennett     | France             | EuroCyclingTrips Pro Cycling      | + 9 s              |
| 4e                 | Matisse Julien     | Canada             | Premier Tech U23 Cycling Project  | + 11 s             |
| 5e                 | Robin Plamondon    | Canada             | Premier Tech U23 Cycling Project  | + 12 s             |
| 6e                 | Célestin Guillon   | France             | Laval Cyclisme 53                 | + 21 s             |
| 7e                 | Tom Donnenwirth    | France             | Union Vélocipédique Marie-Galante | + 24 s             |
| 8e                 | Mathieu Pellegrin  | France             | Team Cama CCD                     | + 26 s             |
| 9e                 | Dušan Rajović      | Serbie             | Team Corratec                     | + 27 s             |
| 10e                | Florian Rapiteau   | France             | Laval Cyclisme 53                 | + 28 s             |
| modifier           |                    |                    |                                   |                    |

### 3eétape
| Classement de l'étape | Classement de l'étape | Classement de l'étape | Classement de l'étape             | Classement de l'étape |
|                       | Coureur               | Pays                  | Équipe                            | Temps                 |
| --------------------- | --------------------- | --------------------- | --------------------------------- | --------------------- |
| 1er                   | Célestin Guillon      | France                | Laval Cyclisme 53                 | en 3 h 25 min 35 s    |
| 2e                    | Stefan Bennett        | France                | EuroCyclingTrips Pro Cycling      | + 16 s                |
| 3e                    | Robin Plamondon       | Canada                | Premier Tech U23 Cycling Project  | + 19 s                |
| 4e                    | Axel Taillandier      | France                | Excelsior                         | + 21 s                |
| 5e                    | Tom Donnenwirth       | France                | Union Vélocipédique Marie-Galante | + 21 s                |
| 6e                    | Davide Baldaccini     | Italie                | Team Corratec                     | + 28 s                |
| 7e                    | Guillaume Dauschy     | France                | Premier Tech U23 Cycling Project  | + 1 min 8 s           |
| 8e                    | Boris Carène          | France                | Team Cama CCD                     | + 1 min 9 s           |
| 9e                    | Kylian Senicourt      | France                | Premier Tech U23 Cycling Project  | + 1 min 13 s          |
| 10e                   | Oliver Mattheis       | Allemagne             | Team Embrace The World Cycling    | + 1 min 15 s          |
| modifier              |                       |                       |                                   |                       |

| Classement général | Classement général | Classement général | Classement général                | Classement général |
|                    | Coureur            | Pays               | Équipe                            | Temps              |
| ------------------ | ------------------ | ------------------ | --------------------------------- | ------------------ |
| 1er                | Célestin Guillon   | France             | Laval Cyclisme 53                 | en 7 h 12 min 15 s |
| 2e                 | Stefan Bennett     | France             | EuroCyclingTrips Pro Cycling      | + 16 s             |
| 3e                 | Robin Plamondon    | Canada             | Premier Tech U23 Cycling Project  | + 24 s             |
| 4e                 | Tom Donnenwirth    | France             | Union Vélocipédique Marie-Galante | + 42 s             |
| 5e                 | Axel Taillandier   | France             | Excelsior                         | + 1 min 1 s        |
| 6e                 | Guillaume Dauschy  | France             | Premier Tech U23 Cycling Project  | + 1 min 5 s        |
| 7e                 | Alexys Brunel      | France             | Uni Sport Lamentinois             | + 1 min 40 s       |
| 8e                 | Davide Baldaccini  | Italie             | Team Corratec                     | + 1 min 44 s       |
| 9e                 | Oliver Mattheis    | Allemagne          | Team Embrace The World Cycling    | + 1 min 51 s       |
| 10e                | Boris Carène       | France             | Team Cama CCD                     | + 1 min 57 s       |
| modifier           |                    |                    |                                   |                    |

### 4eétape
| Classement de l'étape | Classement de l'étape | Classement de l'étape | Classement de l'étape             | Classement de l'étape |
|                       | Coureur               | Pays                  | Équipe                            | Temps                 |
| --------------------- | --------------------- | --------------------- | --------------------------------- | --------------------- |
| 1er                   | Veljko Stojnić        | Serbie                | Team Corratec                     | en 3 h 22 min 23 s    |
| 2e                    | Nicholas Cooper       | Royaume-Uni           | Sweden Cycling Academy            | + 10 s                |
| 3e                    | Kendric Clavier       | France                | Team Karukera Assainissement PDL  | + 12 s                |
| 4e                    | Cédric Eustache       | France                | Team Madras Cycling               | + 13 s                |
| 5e                    | Dušan Rajović         | Serbie                | Team Corratec                     | + 30 s                |
| 6e                    | Seppe Vangheluwe      | Belgique              | Team Madras Cycling               | + 30 s                |
| 7e                    | Matisse Julien        | Canada                | Premier Tech U23 Cycling Project  | + 30 s                |
| 8e                    | Florian Carpentier    | France                | Premier Tech U23 Cycling Project  | + 30 s                |
| 9e                    | Christopher Lamaille  | France                | Laval Cyclisme 53                 | + 30 s                |
| 10e                   | Aurélien Biebuyck     | Belgique              | Geofco Doltcini Matériel-vélo.com | + 30 s                |
| modifier              |                       |                       |                                   |                       |

| Classement général | Classement général | Classement général | Classement général                | Classement général |
|                    | Coureur            | Pays               | Équipe                            | Temps              |
| ------------------ | ------------------ | ------------------ | --------------------------------- | ------------------ |
| 1er                | Célestin Guillon   | France             | Laval Cyclisme 53                 | en 10 h 35 min 8 s |
| 2e                 | Stefan Bennett     | France             | EuroCyclingTrips Pro Cycling      | + 16 s             |
| 3e                 | Robin Plamondon    | Canada             | Premier Tech U23 Cycling Project  | + 24 s             |
| 4e                 | Tom Donnenwirth    | France             | Union Vélocipédique Marie-Galante | + 40 s             |
| 5e                 | Axel Taillandier   | France             | Excelsior                         | + 59 s             |
| 6e                 | Guillaume Dauschy  | France             | Premier Tech U23 Cycling Project  | + 1 min 5 s        |
| 7e                 | Alexys Brunel      | France             | Uni Sport Lamentinois             | + 1 min 40 s       |
| 8e                 | Davide Baldaccini  | Italie             | Team Corratec                     | + 1 min 44 s       |
| 9e                 | Oliver Mattheis    | Allemagne          | Team Embrace The World Cycling    | + 1 min 51 s       |
| 10e                | Boris Carène       | France             | Team Cama CCD                     | + 1 min 56 s       |
| modifier           |                    |                    |                                   |                    |

### 5eétape
| Classement de l'étape | Classement de l'étape | Classement de l'étape | Classement de l'étape             | Classement de l'étape |
|                       | Coureur               | Pays                  | Équipe                            | Temps                 |
| --------------------- | --------------------- | --------------------- | --------------------------------- | --------------------- |
| 1er                   | Florian Rapiteau      | France                | Laval Cyclisme 53                 | en 3 h 38 min 11 s    |
| 2e                    | Taïno Cailliau        | France                | Convergence SC Abymienne          | + 0 s                 |
| 3e                    | Ivan Centrone         | Luxembourg            | Geofco Doltcini Matériel-vélo.com | + 2 s                 |
| 4e                    | Veljko Stojnić        | Serbie                | Team Corratec                     | + 2 s                 |
| 5e                    | Mathieu Pellegrin     | France                | Team Cama CCD                     | + 3 s                 |
| 6e                    | Cédric Eustache       | France                | Team Madras Cycling               | + 3 s                 |
| 7e                    | Tom Donnenwirth       | France                | Union Vélocipédique Marie-Galante | + 5 s                 |
| 8e                    | Alexys Brunel         | France                | Uni Sport Lamentinois             | + 5 s                 |
| 9e                    | Axel Carnier          | France                | Sélection de Martinique           | + 5 s                 |
| 10e                   | Lars Daniels          | Belgique              | Geofco Doltcini Matériel-vélo.com | + 1 min 24 s          |
| modifier              |                       |                       |                                   |                       |

| Classement général | Classement général | Classement général | Classement général                | Classement général |
|                    | Coureur            | Pays               | Équipe                            | Temps              |
| ------------------ | ------------------ | ------------------ | --------------------------------- | ------------------ |
| 1er                | Tom Donnenwirth    | France             | Union Vélocipédique Marie-Galante | en 14 h 14 min 4 s |
| 2e                 | Alexys Brunel      | France             | Uni Sport Lamentinois             | + 59 s             |
| 3e                 | Cédric Eustache    | France             | Team Madras Cycling               | + 1 min 33 s       |
| 4e                 | Taïno Cailliau     | France             | Convergence SC Abymienne          | + 2 min 9 s        |
| 5e                 | Ivan Centrone      | Luxembourg         | Geofco Doltcini Matériel-vélo.com | + 3 min 8 s        |
| 6e                 | Florian Rapiteau   | France             | Laval Cyclisme 53                 | + 4 min 35 s       |
| 7e                 | Guillaume Dauschy  | France             | Premier Tech U23 Cycling Project  | + 5 min 27 s       |
| 8e                 | Axel Taillandier   | France             | Excelsior                         | + 5 min 29 s       |
| 9e                 | Célestin Guillon   | France             | Laval Cyclisme 53                 | + 5 min 32 s       |
| 10e                | Stefan Bennett     | France             | EuroCyclingTrips Pro Cycling      | + 5 min 48 s       |
| modifier           |                    |                    |                                   |                    |

### 6eétape
| Classement de l'étape | Classement de l'étape | Classement de l'étape | Classement de l'étape               | Classement de l'étape |
|                       | Coureur               | Pays                  | Équipe                              | Temps                 |
| --------------------- | --------------------- | --------------------- | ----------------------------------- | --------------------- |
| 1er                   | Florian Rapiteau      | France                | Laval Cyclisme 53                   | en 3 h 58 min 11 s    |
| 2e                    | Kylian Senicourt      | France                | Premier Tech U23 Cycling Project    | + 19 s                |
| 3e                    | Stefan Bennett        | France                | EuroCyclingTrips Pro Cycling        | + 53 s                |
| 4e                    | Alexys Brunel         | France                | Uni Sport Lamentinois               | + 1 min 9 s           |
| 5e                    | Gabriel Reguero       | Espagne               | Team Régionale Centre de la Caraïbe | + 1 min 30 s          |
| 6e                    | Célestin Guillon      | France                | Laval Cyclisme 53                   | + 1 min 46 s          |
| 7e                    | Axel Taillandier      | France                | Excelsior                           | + 1 min 49 s          |
| 8e                    | Axel Carnier          | France                | Sélection de Martinique             | + 1 min 49 s          |
| 9e                    | Boris Carène          | France                | Team Cama CCD                       | + 3 min 0 s           |
| 10e                   | Ivan Centrone         | Luxembourg            | Geofco Doltcini Matériel-vélo.com   | + 3 min 15 s          |
| modifier              |                       |                       |                                     |                       |

| Classement général | Classement général | Classement général | Classement général                | Classement général  |
|                    | Coureur            | Pays               | Équipe                            | Temps               |
| ------------------ | ------------------ | ------------------ | --------------------------------- | ------------------- |
| 1er                | Alexys Brunel      | France             | Uni Sport Lamentinois             | en 18 h 14 min 23 s |
| 2e                 | Florian Rapiteau   | France             | Laval Cyclisme 53                 | + 2 min 17 s        |
| 3e                 | Ivan Centrone      | Luxembourg         | Geofco Doltcini Matériel-vélo.com | + 4 min 15 s        |
| 4e                 | Stefan Bennett     | France             | EuroCyclingTrips Pro Cycling      | + 4 min 29 s        |
| 5e                 | Tom Donnenwirth    | France             | Union Vélocipédique Marie-Galante | + 4 min 34 s        |
| 6e                 | Célestin Guillon   | France             | Laval Cyclisme 53                 | + 5 min 7 s         |
| 7e                 | Axel Taillandier   | France             | Excelsior                         | + 5 min 8 s         |
| 8e                 | Cédric Eustache    | France             | Team Madras Cycling               | + 5 min 31 s        |
| 9e                 | Axel Carnier       | France             | Sélection de Martinique           | + 5 min 36 s        |
| 10e                | Kylian Senicourt   | France             | Premier Tech U23 Cycling Project  | + 5 min 51 s        |
| modifier           |                    |                    |                                   |                     |

### 7eétape
| Classement de l'étape | Classement de l'étape | Classement de l'étape | Classement de l'étape             | Classement de l'étape |
|                       | Coureur               | Pays                  | Équipe                            | Temps                 |
| --------------------- | --------------------- | --------------------- | --------------------------------- | --------------------- |
| 1er                   | Jérémy Deloumeaux     | France                | Jeunesse Cycliste des Abymes      | en 4 h 15 min 14 s    |
| 2e                    | Florian Carpentier    | France                | Premier Tech U23 Cycling Project  | + 2 s                 |
| 3e                    | Jacques Gloesener     | Luxembourg            | Geofco Doltcini Matériel-vélo.com | + 2 s                 |
| 4e                    | Kélian Duro           | France                | Vélo Club Saintannais             | + 2 s                 |
| 5e                    | Killian Gesnouin      | France                | Laval Cyclisme 53                 | + 2 s                 |
| 6e                    | Alexandr Semenov      | Kazakhstan            | Vino SKO Team                     | + 2 s                 |
| 7e                    | Mathieu Matarese      | France                | Excelsior                         | + 2 s                 |
| 8e                    | Lionel Miny           | France                | Jeunesse Cycliste des Abymes      | + 2 s                 |
| 9e                    | Nicholas Cooper       | Royaume-Uni           | Sweden Cycling Academy            | + 2 s                 |
| 10e                   | Oliver Mattheis       | Allemagne             | Team Embrace The World Cycling    | + 2 s                 |
| modifier              |                       |                       |                                   |                       |

| Classement général | Classement général | Classement général | Classement général                | Classement général  |
|                    | Coureur            | Pays               | Équipe                            | Temps               |
| ------------------ | ------------------ | ------------------ | --------------------------------- | ------------------- |
| 1er                | Alexys Brunel      | France             | Uni Sport Lamentinois             | en 22 h 30 min 51 s |
| 2e                 | Florian Rapiteau   | France             | Laval Cyclisme 53                 | + 2 min 17 s        |
| 3e                 | Stefan Bennett     | France             | EuroCyclingTrips Pro Cycling      | + 3 min 17 s        |
| 4e                 | Ivan Centrone      | Luxembourg         | Geofco Doltcini Matériel-vélo.com | + 4 min 15 s        |
| 5e                 | Cédric Eustache    | France             | Team Madras Cycling               | + 4 min 19 s        |
| 6e                 | Axel Carnier       | France             | Sélection de Martinique           | + 4 min 24 s        |
| 7e                 | Tom Donnenwirth    | France             | Union Vélocipédique Marie-Galante | + 4 min 33 s        |
| 8e                 | Kylian Senicourt   | France             | Premier Tech U23 Cycling Project  | + 4 min 39 s        |
| 9e                 | Célestin Guillon   | France             | Laval Cyclisme 53                 | + 5 min 7 s         |
| 10e                | Axel Taillandier   | France             | Excelsior                         | + 5 min 8 s         |
| modifier           |                    |                    |                                   |                     |

### 8eétape
| Classement de l'étape | Classement de l'étape | Classement de l'étape | Classement de l'étape             | Classement de l'étape |
|                       | Coureur               | Pays                  | Équipe                            | Temps                 |
| --------------------- | --------------------- | --------------------- | --------------------------------- | --------------------- |
| 1er                   | Alexys Brunel         | France                | Uni Sport Lamentinois             | en 36 min 15 s        |
| 2e                    | Stefan Bennett        | France                | EuroCyclingTrips Pro Cycling      | + 1 min 7 s           |
| 3e                    | Matisse Julien        | Canada                | Premier Tech U23 Cycling Project  | + 2 min 2 s           |
| 4e                    | Cédric Eustache       | France                | Team Madras Cycling               | + 2 min 3 s           |
| 5e                    | Oliver Mattheis       | Allemagne             | Team Embrace The World Cycling    | + 2 min 30 s          |
| 6e                    | Giulio Masotto        | Italie                | Team Corratec                     | + 2 min 37 s          |
| 7e                    | Tom Donnenwirth       | France                | Union Vélocipédique Marie-Galante | + 2 min 50 s          |
| 8e                    | Robin Plamondon       | Canada                | Premier Tech U23 Cycling Project  | + 2 min 51 s          |
| 9e                    | Boris Carène          | France                | Team Cama CCD                     | + 2 min 57 s          |
| 10e                   | Célestin Guillon      | France                | Laval Cyclisme 53                 | + 2 min 59 s          |
| modifier              |                       |                       |                                   |                       |

| Classement général | Classement général | Classement général | Classement général                  | Classement général |
|                    | Coureur            | Pays               | Équipe                              | Temps              |
| ------------------ | ------------------ | ------------------ | ----------------------------------- | ------------------ |
| 1er                | Alexys Brunel      | France             | Uni Sport Lamentinois               | en 23 h 7 min 6 s  |
| 2e                 | Stefan Bennett     | France             | EuroCyclingTrips Pro Cycling        | + 4 min 24 s       |
| 3e                 | Cédric Eustache    | France             | Team Madras Cycling                 | + 6 min 22 s       |
| 4e                 | Florian Rapiteau   | France             | Laval Cyclisme 53                   | + 6 min 26 s       |
| 5e                 | Tom Donnenwirth    | France             | Union Vélocipédique Marie-Galante   | + 7 min 23 s       |
| 6e                 | Célestin Guillon   | France             | Laval Cyclisme 53                   | + 8 min 6 s        |
| 7e                 | Ivan Centrone      | Luxembourg         | Geofco Doltcini Matériel-vélo.com   | + 8 min 51 s       |
| 8e                 | Axel Carnier       | France             | Sélection de Martinique             | + 9 min 7 s        |
| 9e                 | Gabriel Reguero    | Espagne            | Team Régionale Centre de la Caraïbe | + 9 min 37 s       |
| 10e                | Kylian Senicourt   | France             | Premier Tech U23 Cycling Project    | + 9 min 48 s       |
| modifier           |                    |                    |                                     |                    |

### 9eétape
| Classement de l'étape | Classement de l'étape | Classement de l'étape | Classement de l'étape                 | Classement de l'étape |
|                       | Coureur               | Pays                  | Équipe                                | Temps                 |
| --------------------- | --------------------- | --------------------- | ------------------------------------- | --------------------- |
| 1er                   | Robin Plamondon       | Canada                | Premier Tech U23 Cycling Project      | en 3 h 32 min 5 s     |
| 2e                    | Tom Donnenwirth       | France                | Union Vélocipédique Marie-Galante     | + 1 min               |
| 3e                    | Stefan Bennett        | France                | EuroCyclingTrips Pro Cycling          | + 1 min 16 s          |
| 4e                    | Gabin Vedel           | France                | Guidon Sprinter Canalien Cycling Team | + 1 min 19 s          |
| 5e                    | Gabriel Reguero       | Espagne               | Team Régionale Centre de la Caraïbe   | + 1 min 30 s          |
| 6e                    | Célestin Guillon      | France                | Laval Cyclisme 53                     | + 1 min 38 s          |
| 7e                    | Axel Taillandier      | France                | Excelsior                             | + 8 min 28 s          |
| 8e                    | Boris Carène          | France                | Team Cama CCD                         | + 9 min 2 s           |
| 9e                    | Gaspard André         | France                | Laval Cyclisme 53                     | + 9 min 9 s           |
| 10e                   | Axel Carnier          | France                | Sélection de Martinique               | + 9 min 13 s          |
| modifier              |                       |                       |                                       |                       |

| Classement général | Classement général | Classement général | Classement général                  | Classement général  |
|                    | Coureur            | Pays               | Équipe                              | Temps               |
| ------------------ | ------------------ | ------------------ | ----------------------------------- | ------------------- |
| 1er                | Stefan Bennett     | France             | EuroCyclingTrips Pro Cycling        | en 26 h 44 min 41 s |
| 2e                 | Tom Donnenwirth    | France             | Union Vélocipédique Marie-Galante   | + 2 min 44 s        |
| 3e                 | Célestin Guillon   | France             | Laval Cyclisme 53                   | + 4 min 13 s        |
| 4e                 | Robin Plamondon    | Canada             | Premier Tech U23 Cycling Project    | + 5 min 13 s        |
| 5e                 | Gabriel Reguero    | Espagne            | Team Régionale Centre de la Caraïbe | + 5 min 34 s        |
| 6e                 | Ivan Centrone      | Luxembourg         | Geofco Doltcini Matériel-vélo.com   | + 12 min 46 s       |
| 7e                 | Axel Carnier       | France             | Sélection de Martinique             | + 12 min 50 s       |
| 8e                 | Axel Taillandier   | France             | Excelsior                           | + 13 min 9 s        |
| 9e                 | Boris Carène       | France             | Team Cama CCD                       | + 14 min 49 s       |
| 10e                | Oliver Mattheis    | Allemagne          | Team Embrace The World Cycling      | + 16 min 35 s       |
| modifier           |                    |                    |                                     |                     |

### 10eétape
| Classement de l'étape | Classement de l'étape | Classement de l'étape | Classement de l'étape             | Classement de l'étape |
|                       | Coureur               | Pays                  | Équipe                            | Temps                 |
| --------------------- | --------------------- | --------------------- | --------------------------------- | --------------------- |
| 1er                   | Ivan Centrone         | Luxembourg            | Geofco Doltcini Matériel-vélo.com | en 3 h 20 min 36 s    |
| 2e                    | Alexys Brunel         | France                | Uni Sport Lamentinois             | + 1 s                 |
| 3e                    | Oliver Mattheis       | Allemagne             | Team Embrace The World Cycling    | + 2 s                 |
| 4e                    | Lars Daniels          | Belgique              | Geofco Doltcini Matériel-vélo.com | + 5 s                 |
| 5e                    | Mathieu Pellegrin     | France                | Team Cama CCD                     | + 5 s                 |
| 6e                    | Florian Carpentier    | France                | Premier Tech U23 Cycling Project  | + 5 s                 |
| 7e                    | Philgy Palmiste       | France                | Team AutoLagon UVN                | + 5 s                 |
| 8e                    | Seppe Vangheluwe      | Belgique              | Team Madras Cycling               | + 5 s                 |
| 9e                    | Tony Lemler           | France                | Uni Sport Lamentinois             | + 5 s                 |
| 10e                   | Kélian Duro           | France                | Vélo Club Saintannais             | + 5 s                 |
| modifier              |                       |                       |                                   |                       |

## Classements finals

### Classement général final
| Classement général | Classement général | Classement général | Classement général                  | Classement général |
|                    | Coureur            | Pays               | Équipe                              | Temps              |
| ------------------ | ------------------ | ------------------ | ----------------------------------- | ------------------ |
| 1er                | Stefan Bennett     | France             | EuroCyclingTrips Pro Cycling        | en 30 h 5 min 49 s |
| 2e                 | Tom Donnenwirth    | France             | Union Vélocipédique Marie-Galante   | + 2 min 29 s       |
| 3e                 | Célestin Guillon   | France             | Laval Cyclisme 53                   | + 3 min 54 s       |
| 4e                 | Robin Plamondon    | Canada             | Premier Tech U23 Cycling Project    | + 4 min 49 s       |
| 5e                 | Gabriel Reguero    | Espagne            | Team Régionale Centre de la Caraïbe | + 5 min 12 s       |
| 6e                 | Ivan Centrone      | Luxembourg         | Geofco Doltcini Matériel-vélo.com   | + 11 min 57 s      |
| 7e                 | Axel Carnier       | France             | Sélection de Martinique             | + 12 min 31 s      |
| 8e                 | Axel Taillandier   | France             | Excelsior                           | + 12 min 47 s      |
| 9e                 | Boris Carène       | France             | Team Cama CCD                       | + 14 min 27 s      |
| 10e                | Oliver Mattheis    | Allemagne          | Team Embrace The World Cycling      | + 15 min 59 s      |
| modifier           |                    |                    |                                     |                    |

### Classements annexes
| Classement par points | Classement par points | Classement par points | Classement par points        | Classement par points |
| --------------------- | --------------------- | --------------------- | ---------------------------- | --------------------- |
|                       | Coureur               | Pays                  | Équipe                       | Point(s)              |
| 1er                   | Stefan Bennett        | France                | EuroCyclingTrips Pro Cycling | 84 points             |
| 2e                    | Alexys Brunel         | France                | Uni Sport Lamentinois        | 83 pts                |
| 3e                    | Florian Rapiteau      | France                | Laval Cyclisme 53            | 75 pts                |
| modifier              |                       |                       |                              |                       |

| Classement du meilleur grimpeur | Classement du meilleur grimpeur | Classement du meilleur grimpeur | Classement du meilleur grimpeur  | Classement du meilleur grimpeur |
| ------------------------------- | ------------------------------- | ------------------------------- | -------------------------------- | ------------------------------- |
|                                 | Coureur                         | Pays                            | Équipe                           | Point(s)                        |
| 1er                             | Célestin Guillon                | France                          | Laval Cyclisme 53                | 70 points                       |
| 2e                              | Stefan Bennett                  | France                          | EuroCyclingTrips Pro Cycling     | 45 pts                          |
| 3e                              | Kylian Senicourt                | France                          | Premier Tech U23 Cycling Project | 36 pts                          |
| modifier                        |                                 |                                 |                                  |                                 |

| Classement du meilleur jeune | Classement du meilleur jeune | Classement du meilleur jeune | Classement du meilleur jeune     | Classement du meilleur jeune |
|                              | Coureur                      | Pays                         | Équipe                           | Temps                        |
| ---------------------------- | ---------------------------- | ---------------------------- | -------------------------------- | ---------------------------- |
| 1er                          | Robin Plamondon              | Canada                       | Premier Tech U23 Cycling Project | en 30 h 10 min 38 s          |
| 2e                           | Gaspard André                | France                       | Laval Cyclisme 53                | + 15 min 21 s                |
| 3e                           | Kylian Senicourt             | France                       | Premier Tech U23 Cycling Project | + 16 min 43 s                |
| modifier                     |                              |                              |                                  |                              |

| Classement par équipes | Classement par équipes           | Classement par équipes | Classement par équipes |
|                        | Équipe                           | Pays                   | Temps                  |
| ---------------------- | -------------------------------- | ---------------------- | ---------------------- |
| 1re                    | Laval Cyclisme 53                | France                 | en 90 h 55 min 18 s    |
| 2e                     | Premier Tech U23 Cycling Project | Canada                 | + 3 min 43 s           |
| 3e                     | Team Cama CCD                    | France                 | + 50 min 53 s          |
| modifier               |                                  |                        |                        |

| Classement du meilleur sprinteur | Classement du meilleur sprinteur | Classement du meilleur sprinteur | Classement du meilleur sprinteur | Classement du meilleur sprinteur |
| -------------------------------- | -------------------------------- | -------------------------------- | -------------------------------- | -------------------------------- |
|                                  | Coureur                          | Pays                             | Équipe                           | Point(s)                         |
| 1er                              | Veljko Stojnić                   | Serbie                           | Team Corratec                    | 39 points                        |
| 2e                               | Philéas Hansart                  | France                           | Team AutoLagon UVN               | 33 pts                           |
| 3e                               | Nicholas Cooper                  | Royaume-Uni                      | Sweden Cycling Academy           | 15 pts                           |
| modifier                         |                                  |                                  |                                  |                                  |

| Classement combiné | Classement combiné | Classement combiné | Classement combiné               | Classement combiné |
| ------------------ | ------------------ | ------------------ | -------------------------------- | ------------------ |
|                    | Coureur            | Pays               | Équipe                           | Point(s)           |
| 1er                | Stefan Bennett     | France             | EuroCyclingTrips Pro Cycling     | 4 points           |
| 2e                 | Célestin Guillon   | France             | Laval Cyclisme 53                | 8 pts              |
| 3e                 | Robin Plamondon    | Canada             | Premier Tech U23 Cycling Project | 14 pts             |
| modifier           |                    |                    |                                  |                    |

| \| Classement de la combativité[15] \| Classement de la combativité[15] \| Classement de la combativité[15] \| Classement de la combativité[15] \| Classement de la combativité[15] \| \| -------------------------------- \| -------------------------------- \| -------------------------------- \| --------------------------------- \| -------------------------------- \| \| \| Coureur \| Pays \| Équipe \| Point(s) \| \| 1er \| Florian Rapiteau \| France \| Laval Cyclisme 53 \| 26 points \| \| 2e \| Veljko Stojnić \| Serbie \| Team Corratec \| 24 pts \| \| 3e \| Ivan Centrone \| Luxembourg \| Geofco Doltcini Matériel-vélo.com \| 15 pts \| \| modifier \| \| \| \| \| |                  |            |                                   |           |
| Classement de la combativité |                  |            |                                   |           |
| | Coureur          | Pays       | Équipe                            | Point(s)  |
| 1er | Florian Rapiteau | France     | Laval Cyclisme 53                 | 26 points |
| 2e | Veljko Stojnić   | Serbie     | Team Corratec                     | 24 pts    |
| 3e | Ivan Centrone    | Luxembourg | Geofco Doltcini Matériel-vélo.com | 15 pts    |
| modifier |                  |            |                                   |           |

## Évolution des classements
| Étape              | Vainqueur          | Classement général | Classement par points | Classement du meilleur grimpeur | Classement du meilleur sprinteur | Classement du meilleur jeune | Classement combiné | Classement de la combativité | Classement par équipes            |
| ------------------ | ------------------ | ------------------ | --------------------- | ------------------------------- | -------------------------------- | ---------------------------- | ------------------ | ---------------------------- | --------------------------------- |
| 1                  | Guillaume Dauschy  | Guillaume Dauschy  | Guillaume Dauschy     | Non décerné                     | Non décerné                      | Matisse Julien               | Non décerné        | Non décerné                  | Premier Tech U23 Cycling Project  |
| 2                  | Florian Rapiteau   | Guillaume Dauschy  | Florian Rapiteau      | Florian Rapiteau                | Veljko Stojnić                   | Matisse Julien               | Florian Rapiteau   | Florian Rapiteau             | Premier Tech U23 Cycling Project  |
| 3                  | Célestin Guillon   | Célestin Guillon   | Célestin Guillon      | Célestin Guillon                | Florian Rapiteau                 | Robin Plamondon              | Célestin Guillon   | Célestin Guillon             | Premier Tech U23 Cycling Project  |
| 4                  | Veljko Stojnić     | Célestin Guillon   | Célestin Guillon      | Célestin Guillon                | Veljko Stojnić                   | Robin Plamondon              | Célestin Guillon   | Veljko Stojnić               | Premier Tech U23 Cycling Project  |
| 5                  | Florian Rapiteau   | Tom Donnenwirth    | Florian Rapiteau      | Célestin Guillon                | Veljko Stojnić                   | Taïno Cailliau               | Florian Rapiteau   | Veljko Stojnić               | Geofco Doltcini Matériel-vélo.com |
| 6                  | Florian Rapiteau   | Alexys Brunel      | Florian Rapiteau      | Célestin Guillon                | Veljko Stojnić                   | Kylian Senicourt             | Florian Rapiteau   | Florian Rapiteau             | Laval Cyclisme 53                 |
| 7                  | Jérémy Deloumeaux  | Alexys Brunel      | Florian Rapiteau      | Célestin Guillon                | Veljko Stojnić                   | Kylian Senicourt             | Florian Rapiteau   | Florian Rapiteau             | Laval Cyclisme 53                 |
| 8                  | Alexys Brunel      | Alexys Brunel      | Florian Rapiteau      | Célestin Guillon                | Veljko Stojnić                   | Kylian Senicourt             | Florian Rapiteau   | Florian Rapiteau             | Premier Tech U23 Cycling Project  |
| 9                  | Robin Plamondon    | Stefan Bennett     | Stefan Bennett        | Célestin Guillon                | Veljko Stojnić                   | Robin Plamondon              | Stefan Bennett     | Florian Rapiteau             | Laval Cyclisme 53                 |
| 10                 | Ivan Centrone      | Stefan Bennett     | Stefan Bennett        | Célestin Guillon                | Veljko Stojnić                   | Robin Plamondon              | Stefan Bennett     | Florian Rapiteau             | Laval Cyclisme 53                 |
| Classements finals | Classements finals | Stefan Bennett     | Stefan Bennett        | Célestin Guillon                | Veljko Stojnić                   | Robin Plamondon              | Stefan Bennett     | Florian Rapiteau             | Laval Cyclisme 53                 |

## Liste des participants
- Liste de départ complète

| Légende                                | Légende                                                                                                  | Légende                                | Légende                                                                                                  |
| -------------------------------------- | --- | -------------------------------------- | --- |
| Num                                    | Dossard de départ porté par le coureur sur ce Tour de la Guadeloupe                                      | Pos                                    | Position finale au classement général                                                                    |
| Leader du classement général           | Indique le vainqueur du classement général                                                               | Leader du classement par points        | Indique le vainqueur du classement par points                                                            |
| Leader du classement de la montagne    | Indique le vainqueur du classement de la montagne                                                        | Leader du classement des points chauds | Indique le vainqueur du classement des points chauds                                                     |
| Leader du classement du meilleur jeune | Indique le vainqueur du classement du meilleur jeune                                                     | Leader du classement de la combativité | Indique le vainqueur du classement de la combativité                                                     |
| Leader du classement du combiné        | Indique le vainqueur du classement combiné                                                               | #                                      | Indique la meilleure équipe                                                                              |
| NP                                     | Indique un coureur qui n'a pas pris le départ d'une étape, suivi du numéro de l'étape où il s'est retiré | AB                                     | Indique un coureur qui n'a pas terminé une étape, suivi du numéro de l'étape où il s'est retiré          |
| HD                                     | Indique un coureur qui a terminé une étape hors des délais, suivi du numéro de l'étape                   | *                                      | Indique un coureur en lice pour le classement du meilleur jeune (coureurs nés après le 1er janvier 2000) |
| DSQ                                    | Indique un coureur qui a été disqualifié de la course, suivi du numéro de l'étape                        |                                        | |

| EuroCyclingTrips Pro Cycling ECT      | EuroCyclingTrips Pro Cycling ECT | EuroCyclingTrips Pro Cycling ECT |
| ------------------------------------- | -------------------------------- | -------------------------------- |
| Num                                   | Coureur                          | Pos                              |
| 1                                     | Stefan Bennett (FRA)             | 1er                              |
| 2                                     | Niels Verdijck (BEL)             | 78e                              |
| 3                                     | Siméon Green (GBR)               | AB-7                             |
| 4                                     | Guillaume Soula (FRA)            | AB-7                             |
| 5                                     | Rick Nobel (NED)                 | 70e                              |
| 6                                     | Matias Fitzwater (NZL)           | AB-10                            |
| Directeur sportif : Amadée Da Fonseca |                                  |                                  |

| Union Vélocipédique Marie-Galante - | Union Vélocipédique Marie-Galante - | Union Vélocipédique Marie-Galante - |
| ----------------------------------- | ----------------------------------- | ----------------------------------- |
| Num                                 | Coureur                             | Pos                                 |
| 11                                  | Tom Donnenwirth (FRA)               | 2e                                  |
| 12                                  | Will Juillaguet (FRA)               | 83e                                 |
| 13                                  | Gwendy Duval (FRA)                  | 86e                                 |
| 14                                  | Wildrick Eglela (FRA)               | 75e                                 |
| 15                                  | Olivier Chaupard (FRA)              | HD-8                                |
| 16                                  | Johann Dartron (FRA)                | AB-3                                |
| Directeur sportif : Joël Korval     |                                     |                                     |

| Team Corratec COR                    | Team Corratec COR       | Team Corratec COR |
| ------------------------------------ | ----------------------- | ----------------- |
| Num                                  | Coureur                 | Pos               |
| 21                                   | Dušan Rajović (SRB)     | AB-10             |
| 22                                   | Stefano Gandin (ITA)    | AB-5              |
| 23                                   | Giulio Masotto (ITA)    | AB-10             |
| 24                                   | Davide Baldaccini (ITA) | AB-5              |
| 25                                   | José Pitti (PAN)*       | AB-5              |
| 26                                   | Veljko Stojnić (SRB)    | 40e               |
| Directeur sportif : Marco Zamparella |                         |                   |

| Team Cama CCD -                   | Team Cama CCD -           | Team Cama CCD - |
| --------------------------------- | ------------------------- | --------------- |
| Num                               | Coureur                   | Pos             |
| 31                                | Julien Chane Foc (FRA)    | AB-9            |
| 32                                | Boris Carène (FRA)        | 9e              |
| 33                                | Florent Laffite (FRA)     | NP-9            |
| 34                                | Mathieu Pellegrin (FRA)   | 18e             |
| 35                                | Allan Péramin (FRA)       | 36e             |
| 36                                | Alexandre Rabinaud (FRA)* | 62e             |
| Directeur sportif : Jacky Gibrien |                           |                 |

| Uni Sport Lamentinois -          | Uni Sport Lamentinois -  | Uni Sport Lamentinois - |
| -------------------------------- | ------------------------ | ----------------------- |
| Num                              | Coureur                  | Pos                     |
| 41                               | Fendley Boyeau (FRA)     | 82e                     |
| 42                               | Alexys Brunel (FRA)      | 16e                     |
| 43                               | Ryan Delos (FRA)*        | 80e                     |
| 44                               | Stéphane Kittaviny (FRA) | AB-5                    |
| 45                               | Tony Lemler (FRA)        | 56e                     |
| 46                               | Raphaël Lautone (FRA)*   | DSQ-10                  |
| Directeur sportif : Fabrice Gène |                          |                         |

| Premier Tech U23 Cycling Project PTU    | Premier Tech U23 Cycling Project PTU | Premier Tech U23 Cycling Project PTU |
| --------------------------------------- | ------------------------------------ | ------------------------------------ |
| Num                                     | Coureur                              | Pos                                  |
| 51                                      | Florian Carpentier (FRA)*            | 19e                                  |
| 52                                      | Guillaume Dauschy (FRA)              | 17e                                  |
| 53                                      | Matisse Julien (CAN)*                | 33e                                  |
| 54                                      | Julien Gagné (CAN)                   | 35e                                  |
| 55                                      | Robin Plamondon (CAN)*               | 4e                                   |
| 56                                      | Kylian Senicourt (FRA)*              | 14e                                  |
| Directeur sportif : Flavien Dassonville |                                      |                                      |

| Team Embrace The World Cycling - | Team Embrace The World Cycling - | Team Embrace The World Cycling - |
| -------------------------------- | -------------------------------- | -------------------------------- |
| Num                              | Coureur                          | Pos                              |
| 61                               | Marcel Peschges (ALL)            | 43e                              |
| 62                               | Hermann Keller (ALL)             | AB-9                             |
| 63                               | Fabian Kruschewski (ALL)         | 66e                              |
| 64                               | Thomas Lienert (ALL)             | 84e                              |
| 65                               | Scott David (ALL)                | AB-3                             |
| 66                               | Oliver Mattheis (ALL)            | 10e                              |
| Directeur sportif : Tim Weinard  |                                  |                                  |

| Convergence SC Abymienne -   | Convergence SC Abymienne - | Convergence SC Abymienne - |
| ---------------------------- | -------------------------- | -------------------------- |
| Num                          | Coureur                    | Pos                        |
| 71                           | Meving Gène (FRA)          | 32e                        |
| 72                           | Taïno Cailliau (FRA)*      | 15e                        |
| 73                           | Widjy Relmy (FRA)          | 59e                        |
| 74                           | Alexandre Lachages (FRA)   | 81e                        |
| 75                           | Ronald Géran (FRA)         | 65e                        |
| 76                           | Gaël Bordée (FRA)          | 50e                        |
| Directeur sportif : Éric Toi |                            |                            |

| USC Goyave -                    | USC Goyave -           | USC Goyave - |
| ------------------------------- | ---------------------- | ------------ |
| Num                             | Coureur                | Pos          |
| 81                              | Adrien Urcel (FRA)*    | 79e          |
| 82                              | Damien Urcel (FRA)     | 26e          |
| 83                              | Jeiël Largitte (FRA)   | AB-7         |
| 84                              | Audric Blondin (FRA)   | HD-8         |
| 85                              | Yannis Agricole (FRA)* | 67e          |
| Directeur sportif : Marc Federo |                        |              |

| Geofco Doltcini Matériel-vélo.com GDM | Geofco Doltcini Matériel-vélo.com GDM | Geofco Doltcini Matériel-vélo.com GDM |
| ------------------------------------- | ------------------------------------- | ------------------------------------- |
| Num                                   | Coureur                               | Pos                                   |
| 91                                    | Christophe Masson (FRA)               | NP-7                                  |
| 92                                    | Ivan Centrone (LUX)                   | 6e                                    |
| 93                                    | Jacques Gloesener (LUX)*              | 29e                                   |
| 94                                    | Théo Bonnet (BEL)*                    | 28e                                   |
| 95                                    | Aurélien Biebuyck (BEL)               | 42e                                   |
| 96                                    | Lars Daniels (BEL)*                   | 48e                                   |
| Directeur sportif : Geoffrey Coupé    |                                       |                                       |

| Karukera Assainissement PDL -     | Karukera Assainissement PDL - | Karukera Assainissement PDL - |
| --------------------------------- | ----------------------------- | ----------------------------- |
| Num                               | Coureur                       | Pos                           |
| 101                               | Kendric Clavier (FRA)         | 31e                           |
| 102                               | Larry Lutin (FRA)             | NP-7                          |
| 103                               | Anthony Poliphème (FRA)       | HD-3                          |
| 104                               | Cédric Ramothe (FRA)          | AB-6                          |
| 105                               | Maël Vingadassamy (FRA)       | 72e                           |
| Directeur sportif : Grégory Lutin |                               |                               |

| Laval Cyclisme 53 # -              | Laval Cyclisme 53 # -      | Laval Cyclisme 53 # - |
| ---------------------------------- | -------------------------- | --------------------- |
| Num                                | Coureur                    | Pos                   |
| 111                                | Gaspard André (FRA)*       | 13e                   |
| 112                                | Simon Bernard (FRA)*       | 68e                   |
| 113                                | Killian Gesnouin (FRA)*    | 38e                   |
| 114                                | Célestin Guillon (FRA)     | 3e                    |
| 115                                | Christopher Lamaille (FRA) | 58e                   |
| 116                                | Florian Rapiteau (FRA)     | 11e                   |
| Directeur sportif : Steven Laurent |                            |                       |

| Team AutoLagon UVN -                  | Team AutoLagon UVN -             | Team AutoLagon UVN - |
| ------------------------------------- | -------------------------------- | -------------------- |
| Num                                   | Coureur                          | Pos                  |
| 121                                   | Kéran Barolin (FRA)              | 25e                  |
| 122                                   | Carl Legrand (FRA)               | AB-5                 |
| 123                                   | Philéas Hansart (FRA)*           | 37e                  |
| 124                                   | Philgy Palmiste (FRA)*           | 46e                  |
| 125                                   | Mendrick Florentin Etenna (FRA)* | 74e                  |
| 126                                   | Joris Pelou (FRA)*               | 77e                  |
| Directeur sportif : Jean-Pierre Matou |                                  |                      |

| Excelsior -                     | Excelsior -                    | Excelsior - |
| ------------------------------- | ------------------------------ | ----------- |
| Num                             | Coureur                        | Pos         |
| 131                             | Odvelt Clergé (HAI)*           | 64e         |
| 132                             | Vincent Graczyk (FRA)          | 60e         |
| 133                             | Cédric Christian Laurent (FRA) | HD-8        |
| 134                             | Lorenzo Magnien (FRA)*         | 34e         |
| 135                             | Mathieu Matarese (FRA)         | 41e         |
| 136                             | Axel Taillandier (FRA)         | 8e          |
| Directeur sportif : Freddy Urie |                                |             |

| Vino SKO Team VSM                         | Vino SKO Team VSM           | Vino SKO Team VSM |
| ----------------------------------------- | --------------------------- | ----------------- |
| Num                                       | Coureur                     | Pos               |
| 141                                       | Alexandr Semenov (KAZ)      | 21e               |
| 142                                       | Ilkhan Dostiyev (KAZ)*      | 39e               |
| 143                                       | Bauyrzhan Zhaparuly (KAZ)*  | AB-7              |
| 144                                       | Vladimir Koltunov (KAZ)*    | AB-9              |
| 145                                       | Vladimir Mulagaleyev (KAZ)* | AB-10             |
| 146                                       | Yegor Strelnikov (KAZ)*     | 47e               |
| Directeur sportif : Yevgeny Epomnyachshyi |                             |                   |

| Jeunesse Cycliste des Abymes -         | Jeunesse Cycliste des Abymes - | Jeunesse Cycliste des Abymes - |
| -------------------------------------- | ------------------------------ | ------------------------------ |
| Num                                    | Coureur                        | Pos                            |
| 151                                    | Samuel Alphonse (FRA)          | 53e                            |
| 152                                    | Lionel Miny (FRA)              | 24e                            |
| 153                                    | Jules Lanclume (FRA)           | NP-2                           |
| 154                                    | Jérémy Deloumeaux (FRA)        | 23e                            |
| 155                                    | Lindy Closse Cambrone (FRA)    | HD-8                           |
| Directeur sportif : Jean-Pierre Nestar |                                |                                |

| USR Vélo Sotranfamat -              | USR Vélo Sotranfamat -    | USR Vélo Sotranfamat - |
| ----------------------------------- | ------------------------- | ---------------------- |
| Num                                 | Coureur                   | Pos                    |
| 161                                 | Adrien Alidor (FRA)       | 51e                    |
| 162                                 | Yona Désirée (FRA)*       | 87e                    |
| 163                                 | Vladimir Jeanne (FRA)     | 76e                    |
| 164                                 | Jean-Philippe Kondi (FRA) | 88e                    |
| 165                                 | Gilles Suares (FRA)       | 71e                    |
| 166                                 | Teddy Tarane (FRA)        | 85e                    |
| Directeur sportif : Denis Mathiasin |                           |                        |

| Sélection de Martinique -          | Sélection de Martinique -       | Sélection de Martinique - |
| ---------------------------------- | ------------------------------- | ------------------------- |
| Num                                | Coureur                         | Pos                       |
| 171                                | Axel Carnier (FRA)              | 7e                        |
| 172                                | Mickaël Stanislas (FRA)         | 49e                       |
| 173                                | Dylan Jacques (FRA)*            | 54e                       |
| 174                                | Johan Gobin (FRA)               | 64e                       |
| 175                                | Normann Latouche (FRA)          | AB-7                      |
| 176                                | Jean-Christophe Florimond (FRA) | 57e                       |
| Directeur sportif : Francis Delpha |                                 |                           |

| Sweden Cycling Academy -          | Sweden Cycling Academy - | Sweden Cycling Academy - |
| --------------------------------- | ------------------------ | ------------------------ |
| Num                               | Coureur                  | Pos                      |
| 181                               | Nicholas Cooper (GBR)    | 45e                      |
| 182                               | Ludvig Fagerström (SUE)* | 69e                      |
| 184                               | Aku Koivistoinen (FIN)*  | HD-8                     |
| 185                               | Simon Cederfjord (SUE)*  | AB-5                     |
| Directeur sportif : Hampus Akeson |                          |                          |

| Espoir du Sud -                 | Espoir du Sud -       | Espoir du Sud - |
| ------------------------------- | --------------------- | --------------- |
| Num                             | Coureur               | Pos             |
| 191                             | Anaël Mathias (FRA)*  | 20e             |
| 192                             | Ronald Benjamin (FRA) | HD-2            |
| 193                             | Gaël Attaud (FRA)     | AB-2            |
| 194                             | Lucas Ajinca (FRA)    | AB-7            |
| 195                             | Mévick Pierre (FRA)*  | HD-2            |
| Directeur sportif : Willy Noyon |                       |                 |

| Team Madras Cycling -            | Team Madras Cycling -     | Team Madras Cycling - |
| -------------------------------- | ------------------------- | --------------------- |
| Num                              | Coureur                   | Pos                   |
| 201                              | Cédric Eustache (FRA)     | 12e                   |
| 202                              | Loïc Laviolette (FRA)     | AB-7                  |
| 203                              | Romain Vinetot (FRA)      | AB-5                  |
| 204                              | Seppe Vangheluwe (BEL)    | 55e                   |
| 205                              | Yannis André Lubin (FRA)* | 44e                   |
| Directeur sportif : Max Macambou |                           |                       |

| Vélo Club Saintannais -              | Vélo Club Saintannais -   | Vélo Club Saintannais - |
| ------------------------------------ | ------------------------- | ----------------------- |
| Num                                  | Coureur                   | Pos                     |
| 211                                  | Kelian Duro (FRA)         | 52e                     |
| 212                                  | Nicolas Arnaud Duro (FRA) | 61e                     |
| 213                                  | Tony Chris Vanony (FRA)*  | 22e                     |
| 214                                  | Luis Sablon (FRA)         | AB-7                    |
| Directeur sportif : Dominique Donnat |                           |                         |

| Guidon Sprinter Canalien Cycling Team - | Guidon Sprinter Canalien Cycling Team - | Guidon Sprinter Canalien Cycling Team - |
| --------------------------------------- | --------------------------------------- | --------------------------------------- |
| Num                                     | Coureur                                 | Pos                                     |
| 221                                     | Robin Artières (FRA)*                   | AB-5                                    |
| 222                                     | Hugo Domenc (FRA)*                      | 30e                                     |
| 223                                     | Joan Matheau (FRA)                      | AB-5                                    |
| 224                                     | Elian Pialhoux (FRA)*                   | AB-4                                    |
| 225                                     | Gabin Vedel (FRA)*                      | 73e                                     |
| Directeur sportif : Patrick Bord        |                                         |                                         |

| Team Régionale Centre de la Caraïbe - | Team Régionale Centre de la Caraïbe - | Team Régionale Centre de la Caraïbe - |
| ------------------------------------- | ------------------------------------- | ------------------------------------- |
| Num                                   | Coureur                               | Pos                                   |
| 231                                   | Marc-Nicolas Lambourdière (FRA)*      | HD-2                                  |
| 232                                   | Michel Vainqueur (FRA)                | AB-2                                  |
| 233                                   | Pascal Bousquet (FRA)                 | NP-1                                  |
| 234                                   | Gabriel Reguero (ESP)                 | 5e                                    |
| 235                                   | Kevin Duro (FRA)                      | AB-3                                  |
| 236                                   | Fabien Nicolas Arthein (FRA)*         | 27e                                   |
| Directeur sportif : Georges Balta     |                                       |                                       |

| Équipe Régional Gwada -            | Équipe Régional Gwada -   | Équipe Régional Gwada - |
| ---------------------------------- | ------------------------- | ----------------------- |
| Num                                | Coureur                   | Pos                     |
| 231                                | Dijovany Dollin (FRA)*    | HD-8                    |
| 232                                | Brandon Baret-Ajax (FRA)  | AB-10                   |
| 233                                | Leonar Palmier (FRA)*     | AB-2                    |
| 234                                | Stéphane Larochelle (FRA) | NP-1                    |
| 235                                | Sébastien Rogers (FRA)    | AB-2                    |
| 236                                | Joan-Lou Georges (HAI)    | HD-4                    |
| Directeur sportif : Gerville Peter |                           |                         |